# Теят Постеріор
Теят Постеріор (Мю Близнят, μ Близнят) — зоря в сузір'ї Близнят. Розрахована за паралаксом відстань до зорі становить 230 св. р. (71 пк). Головний компонент пари; другий — UCAC2 39641417, теж кратна зоря.

## Характеристики
μ Близнят має видиму зоряну величину 2,9, що робить її четвертою за яскравістю зорею в сузір'ї Близнят. Повільна нерегулярна змінна, її яскравість змінюється від +2,75 до +3,02 з періодом 72 доби та має великий період зміни 2000 діб. Червоний гігант із зоряною класифікацією M3 III, та з ефективною температурою 3,773 K.